# Annabel Abbs
Annabel Abbs, née le 20 octobre 1964 à Bristol, est une écrivaine britannique.

## Biographie
Fille du poète et universitaire Peter Abbs (en) et de l'écrivaine spécialisée dans le jardinage Barbara Abbs, Annabel Abbs est l'aînée de trois enfants. Elle est élevée à Bristol, dans le Dorset, au Pays de Galles et à Lewes dans le Sussex de l'Est. Elle fréquente l'école Lewes Priory et est titulaire d'un baccalauréat en littérature anglaise de l'université d'East Anglia et d'une maîtrise de l'université Kingston.
Son premier roman, The Joyce Girl, est publié en 2016 et raconte l'histoire romancée de Lucia Joyce, fille de James Joyce,,,. Il remporte le prix Impress pour les nouveaux écrivains, le Spotlight First Novel Award, le Bath Novel Award, le Caledonia Novel Award et le Waverton Good Read Award (en),,. The Joyce Girl est l'un des coups de cœur des lecteurs du Guardian 2016 et est l'un des dix livres sélectionnés pour être présentés au Festival du film de Berlin 2017, où il reçoit cinq étoiles du Hollywood Reporter. The Joyce Girl est publiée au Royaume-Uni, en Irlande, en Australie,, en Nouvelle-Zélande, en Allemagne, en Turquie, en Espagne, en Amérique du Sud, en Bulgarie, en Pologne et en Russie. La Historical Novel Society décrit The Joyce Girl comme « la meilleure fiction du XXe siècle de l'année ».
Son deuxième roman, Frieda, raconte l'histoire fictive de la fuite de Frieda Weekley, épouse d'Ernest Weekley (en), avec l'écrivain D. H. Lawrence en 1912. Auparavant Frieda von Richthofen, sœur d'Else von Richthofen, Frieda est une aristocrate allemande qui devient plus tard la source d'inspiration pour de nombreux personnages féminins de Lawrence, notamment Ursula dans Femmes amoureuses et Connie dans L'Amant de lady Chatterley. Le roman d'Abbs est publié en 2018 en Australie/Nouvelle-Zélande par Hachette et au Royaume-Uni par Two Roads (en), qui fait partie de John Murray Press.
Frieda est élu livre de l'année 2018 du Times (fiction historique) et décrit dans The Observer comme « exubérant » et « convaincant ». En 2019, Abbs prononce la conférence annuelle d'anniversaire de D. H. Lawrence aux côtés d'Annalise Grice.
En 2019, Annabel Abbs est décrite dans The Observer « comme l'un des meilleurs romanciers historiques d'aujourd'hui » par le critique littéraire Alexander Larman (en).
Son premier livre de non-fiction, The Age-Well Project, co-écrit avec Susan Saunders, est publié par Piatkus en mai 2019 et en feuilleton dans The Daily Mail et The Guardian,.
Abbs a écrit pour The Guardian, The Telegraph, The Irish Times, Tatler, The Author, Sydney Morning Herald, The Weekend Australian Review, Psychologies et Elle. Elle donne aussi des master classes pour The Guardian.
Annabel Abbs a été juge du prix Impress pour les nouveaux écrivains en 2017 et 2019. et soutient chaque année un étudiant de troisième cycle en écriture créative à l'Université d'East Anglia.
En 2023 sort en France chez Arthaud son essai sur les femmes randonneuses Méfiez-vous des femmes qui marchent, traduction par Béatrice Vierne de Windswept why women walk, publié chez Two Road en 2021.
En 2022 sort en France chez Hervé Chopin, Miss Eliza sur la première autrice de cuisine moderne.

## Œuvres
- 2016 : The Joyce Girl, Impress
- 2018 : Frieda, Two Roads
- 2019 : The Age-Well Project, avec Susan Saunders, Piatkus
- 2021 : Windswept, Two Roads
- 2021 : The Language of Food, Simon & Schuster
- 2022 : 52 Ways to Walk, Bloomsbury
- 2022 : Miss Eliza, Editions Hervé Chopin, Bordeaux; Pocket, 2023